# Komet White-Ortiz-Bolelli
Komet White-Ortiz-Bolelli ali C/1970 K1  je komet, ki ga je 18. maja 1970 prvi opazoval avstralski ljubiteljski astronom Graeme White. 

Komet pripada Kreutzovi družini kometov.

## Odkritje
Prvi je komet opazoval avstralski ljubiteljski astronom Graeme White iz kraja Wollongong v Novem Južnem Walesu, Avstralija. Videl ga je skozi binokular kmalu po zahodu Sonca. Opisal ga je kot zvezdo z magnitudo med 1 in 2. Takrat je imel tudi rep dolg 1°. Zopet ga je opazil 20. maja, vendar že s prostim očesom. Rep kometa je narasel v dolžino do 10°.
Drugi neodvisni odkritelj je bil pilot Emilio Ortiz pri francoski letalski firmi Air France. Komet je opazil 400 km vzhodno od Madagaskarja. Poročal je, da je komet imel magnitudo od 0,5 do 1,0, rep kometa pa je bil dolg okoli 10°. Nekaj ur pozneje je tehnik Carlos Bolelli na Observatoriju Cerro Tololo postal tretji neodvisni odkritelj kometa. 
V naslednjih dneh je komet neodvisno odkrilo še več odkriteljev. Po dogovorih o  poimenovanju astronomskih teles se lahko odkrito nebesno telo imenuje samo po prvih treh odkriteljih. Vsa odkritja so lahko bila opravljena na južni polobli zaradi orientacije kometove tirnice. Komet se je najbolje videl zelo kratek čas po zahodu Sonca nizko nad obzorjem. Po 24. maju je njegova svetlost hitro padla, po 1. juniju se ni več videl s prostim očesom.

## Značilnosti
Komet je imel parabolično tirnico . Prisončje je prešel 14. maja 1970, ko je bil od Sonca oddaljen  0,0089 a.e., kar je samo 2 polmera Sonca. 
Komet pripada blizusončevim kometom oziroma Kreutzovi družini kometov. Vsi kometi te družine so nastali z razpadom velikega kometa pred več sto leti. Kometi iz Kreutzove družine kometov se delijo na dve veliki skupini. Nekatere analize so pokazale, da komet White-Ortiz-Bolelli ne spada v nobeno skupino. Verjetno se je že pred glavnim razpadom odlomil od kometa iz katerega je nastala podkupina II.